# Башкирия-2М
«Башкирия-2М» — советский серийный 8-разрядный персональный компьютер на базе процессора КР580ВМ80А. Разработан в 1986 году, серийный выпуск налажен в 1990–1992 годах Башкирским научно-производственным объединением имени С. М. Кирова (позднее — БЭТО) города Уфы. Предназначался для учебных заведений.

## История
В 1985 году в особом конструкторском бюро «Искра» Производственного объединения имени С. М. Кирова (ныне — БЭТО) разработан и подготовлен к производству первый вариант персонального компьютера — автоматизированное рабочее место школьника (АРМ ШК) «Башкирия» — использовалась готовая разработка конструкторского бюро: пульт оператора АТС оперативной связи АТОС-32/64, разработанного по заказу МВД СССР.
В 1986 году под руководством С. А. Соколова разработан и изготовлен опытный образец усовершенствованного АРМ ШК — «Башкирия-М» — одноплатная конструкция с высокой плотностью радиоэлементов, размещённая в одном корпусе с клавиатурой и блоком питания. В 1988 году выпустили установочную партию в 30 штук: для их проверки и усовершенствования, первые 15 компьютеров установили в учебно-методическом классе Башкирского государственного педагогического института — для них в компьютерном клубе при школе № 3 города Уфы под руководством А. А. Алдошина адаптировали и разработали системное программное обеспечение, текстовые, графический и музыкальный редакторы и логические игры.
В 1990 году начат серийный выпуск компьютера «Башкирия-2М» с разрядностью процессора 8 бит, объёмом оперативной памяти до 58 Кбайт и тактовой частотой процессора 2,0 МГц; комплектовался видеомонитором «Электроника МС‑6105», принтером СМ‑6337 производства Уфимского производственного объединения «Оргтехника»; также оснащался пакетом программ для обучения школьному курсу информатики и программированию.

## Технические характеристики
- Процессор: КР580ВМ80А на частоте 2 МГц, быстродействие — 500 тыс. оп./с
- Память: ОЗУ — 58 КБ, в том числе 24 КБ видеопамяти (две страницы по 12 КБ)
- Таймер: 32-разрядный счётчик на КР580ВИ53
- Контроллер прерываний на КР580ВН59
- Устройство вывода: бытовой телевизор, монитор
- Режимы отображения: 320×256 точек, 4 цвета из палитры в 64 цвета, две видео-страницы, знакоёмкость экрана 40×25 символов
- Звук: встроенный динамик, 32 Гц — 48 кГц
- Клавиатура: 75 клавиш
- Внешняя память:
  - бытовой магнитофон
  - контроллер дисковода на КР1818ВГ93, два внешних дисковода 5,25 дюйма, дискеты на 800 КБ
- Порты:
  - последовательный (на КР580ВВ51А)
  - параллельный (на КР580ВВ55), для подключения принтера
  - джойстик
  - разъём расшинения — использовался для подключения внешнего ПЗУ

Конструктивно — моноблок (корпус по типу ПК8000): системный блок объединён с клавиатурой и блоком питания от ~42V (сзади справа на корпус выведен массивный радиатор блока питания), внешний блок питания 220V/42V.
На последовательных портах была реализована локальная сеть по типу «токовая петля».

## Программное обеспечение
- Операционная система CP/M
- Текстовый редактор, графический редактор, электронная таблица, музыкальный редактор
- Интерпретатор BASIC, язык программирования Logo
- Отладчик Turbo Debugger
- Игры

Многие программы созданы и адаптированы с других платформ в клубе программистов «Hacker club» города Уфы, примерно в 1990 году.